# Ulderico Sergo
Ulderico Sergo (Fiume, 4 luglio 1913 – Cleveland, 20 febbraio 1967) è stato un pugile italiano, campione olimpico nella categoria dei pesi gallo alle Olimpiadi di Berlino del 1936.

## Biografia

### Carriera da dilettante
Sergo fece parte della Nazionale italiana per 24 volte dal 1932 (a Praga) al 1939 (a Trieste). Fu Campione italiano nei pesi gallo per tre volte: Ferrara 1933, Napoli 1934, Parma 1938. Campione europeo nei Pesi gallo a Milano 1937 e Dublino 1939. A Budapest nel 1934 giunse quarto.
Conquistò la medaglia d'oro alle Olimpiadi di Berlino del 1936 battendo lo statunitense Jack Wilson ai punti, nonostante l'ambiente e un dente cariato. Sergo rifiutò l'estrazione per evitare l'emorragia e si presentò sul ring quando lo statunitense già sperava nel suo forfait. L'incredibile rapidità di movimento del fiumano gli consentì di ottenere una memorabile vittoria.
Dal 1935 al 1940, in rappresentanza dei pugili europei, ha sconfitto per quattro volte i pari peso statunitensi vincitori del Guanto d'oro di Chicago nell'annuale meeting allestito nella metropoli dell'Illinois.

### Carriera da professionista
Passato professionista il 10 agosto 1941, Sergo raccolse soddisfazioni molto minori. Trovò sulla sua strada il più esperto Gino Bondavalli campione europeo in carica e già campione italiano ed europeo dei piuma che, nel 1942, gli impedì due volte di conquistare il titolo italiano dei pesi gallo. Furono queste le sue uniche sconfitte nei 19 match disputati tra il 1941 e il 1943, comprendenti due vittorie sull'ex campione europeo Gino Cattaneo. Nel 1944, nella Trieste occupata dai tedeschi affrontò altre due volte Bondavalli (la seconda con in palio nuovamente il titolo dei gallo) ma non andò oltre un ininfluente pari. Parimenti finì in pareggio il suo tentativo di conquistare un formale titolo italiano dei pesi mosca contro Antonio Morabito il 21 luglio 1944 nella sua Fiume.
Combatté ancora 14 volte tra il 1945 e il 1947 con 9 vittorie, un pari e quattro sconfitte. Tra i suoi avversari, ancora Bondavalli con il quale pareggiò nuovamente; Guido Ferracin (una vittoria e una sconfitta),  e il piuma Alvaro Cerasani (sconfitta a Roma per knock-out tecnico). Poi abbandonò Fiume, insieme alla sua famiglia, essendo il capoluogo del Quarnero passato alla Jugoslavia, in seguito al trattato di pace. 
Trasferitosi a Trieste, divenne allenatore della locale Accademia Pugilistica Triestina, tra le cui file militava anche Nino Benvenuti. Rimase inattivo nel 1948 ma poi risalì sul ring combattendo 5 match nel 1949 e quattro nel 1950 (quattro vittorie, un pari e quattro sconfitte, tra le quali quella contro il sardo Gianni Zuddas, a Bergamo, ai punti in otto riprese). Combatté un'ultima volta a Trieste, il 29 marzo 1952, battendo ai punti Gaudenzio Carutti.

### Dopo il ritiro
Terminata la carriera agonistica nel 1952 emigrò, insieme alla sua famiglia, a Cleveland dove morì nel 1967.